# World Team Challenge 2012
Die 11. World Team Challenge 2012 (offiziell: R(H)EINPOWER-Biathlon-WTC 12) war ein Biathlonwettbewerb, der am 29. Dezember 2012 in der Veltins-Arena in Gelsenkirchen stattfand.
Gewonnen hat das russische Team mit Anton Schipulin und Jekaterina Jurlowa. Es konnte somit zum dritten Mal nach 2007 und 2010 ein russisches Team den Event gewinnen.
Darüber hinaus wurde ein Abschiedsrennen für die im März 2012 zurückgetretene Magdalena Neuner mit aktiven und ehemaligen Weltcupläuferinnen sowie Trainingspartnerinnen ausgerichtet.

## Teilnehmer
Es gingen insgesamt zehn Teams mit Teilnehmern aus neun Nationen an den Start. Für Michael Greis war es nicht nur seine elfte Teilnahme an diesem Event, sondern auch der letzte Biathlon-Wettkampf seiner erfolgreichen Karriere.

## Ergebnisse
| Platz | Name                                    | Land               | Zeit (min) |
| ----- | --------------------------------------- | ------------------ | ---------- |
| 1     | Anton Schipulin und Jekaterina Jurlowa  | Russland           | 32:24,0    |
| 2     | Martin Fourcade und Marie Dorin-Habert  | Frankreich         | +0:07,3    |
| 3     | Lars Helge Birkeland und Fanny Horn     | Norwegen           | +0:08,0    |
| 4     | Andreas Birnbacher und Andrea Henkel    | Deutschland I      | +0:14,7    |
| 5     | Jakov Fak und Teja Gregorin             | Slowenien          | +0:24,0    |
| 6     | Michael Greis und Franziska Hildebrand  | Deutschland II     | +0:42,6    |
| 7     | Carl Johan Bergman und Kaisa Mäkäräinen | Schweden Finnland  | +0:44,9    |
| 8     | Serhij Sednjew und Wita Semerenko       | Ukraine            | +0:48,7    |
| 9     | Niklas Homberg und Laura Dahlmeier      | Deutschland III    | +2:19,7    |
| 10    | Tim Burke und Susan Dunklee             | Vereinigte Staaten | +2:34,7    |

## Ergebnisse Abschiedsrennen Magdalena Neuner
| Platz | Name                         | Land        | Zeit (min) |
| ----- | ---------------------------- | ----------- | ---------- |
| 1     | Dorothea Wierer              | Italien     | 20:50,8    |
| 2     | Magdalena Neuner             | Deutschland | +0:03,8    |
| 3     | Éva Tófalvi                  | Rumänien    | +0:13,4    |
| 4     | Nadine Horchler              | Deutschland | +0:21,2    |
| 5     | Kathrin Lang                 | Deutschland | +0:28,1    |
| 6     | Carolin Hennecke             | Deutschland | +0:34,9    |
| 7     | Weronika Nowakowska-Ziemniak | Polen       | +1:41,5    |
| 8     | Sabrina Buchholz             | Deutschland | +2:03,6    |
| 9     | Stefanie Hildebrand          | Deutschland | +2:17,9    |